# Дековільська залізниця на міжнародній виставці
Дековільська залізниця на Всесвітній виставці 1889 року (французькою Le chemin de fer intérieur de l'Exposition) була вузькоколійною залізничною лінією довжиною 3 км (1,9 милі) з шириною колії 600 мм (1 фут 11⅝ дюйма), яка діяла під час Всесвітньої виставки з 6 травня по 31 жовтня 1889 року, проходячи від Еспланади Інвалідів до Авеню де Сюффрен у Парижі.

## Маршрут

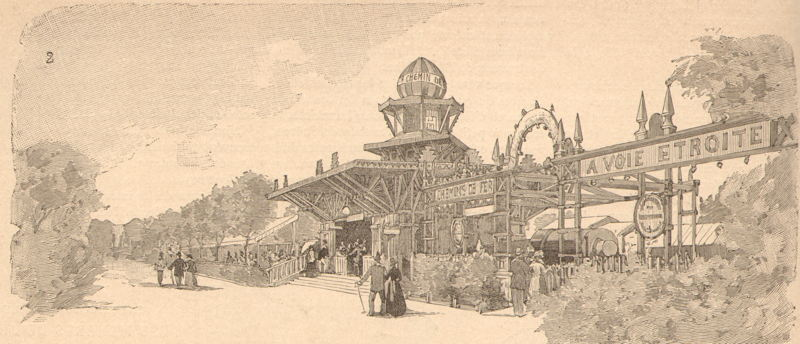
Station de la Concorde(Дім Інвалідів)

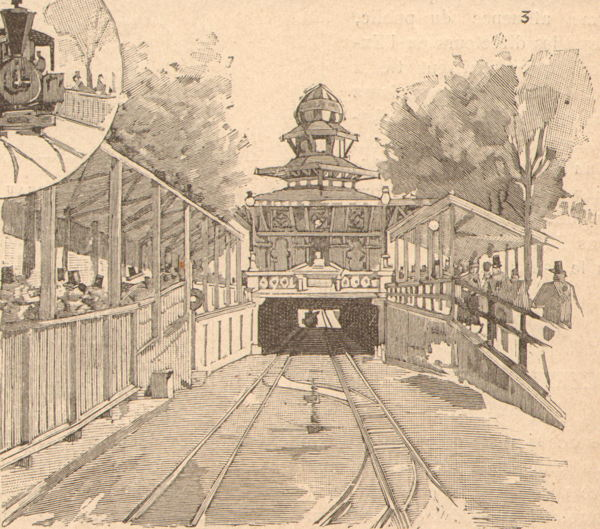
Підземний перехід на Ейфелевій вежі(Єнський міст)

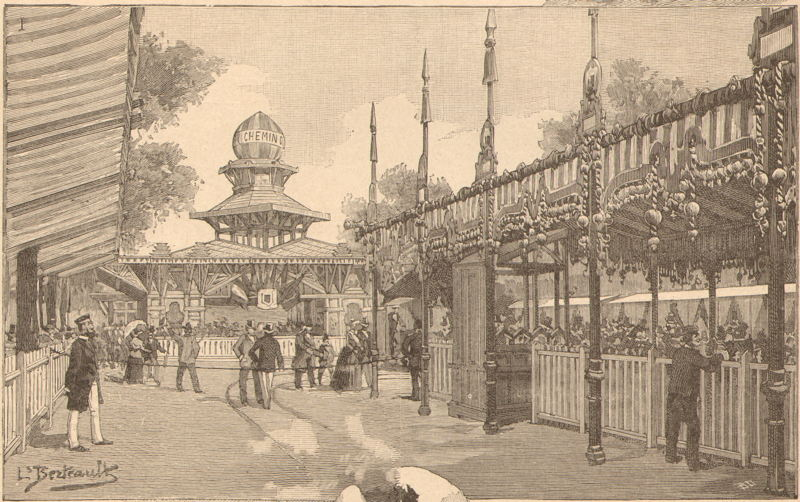
Station de la Tour Eiffel(Ейфелева вежа)

Територія Всесвітньої виставки 1889 року площею 90 гектарів (220 акрів) була надто великою, щоб її можна було дослідити пішки. Тому була побудована внутрішня залізниця, яка з'єднувала виставкові будівлі на Еспланаді Інвалідів із тими, що розташовувалися під Ейфелевою вежею. Більше ніж трьохкілометрова (1,9 милі) залізнична лінія починалася за 250 метрів (270 ярдів) від мосту Конкорд біля Міністерства закордонних справ неподалік від Сени. Вона проходила через Еспланаду Інвалідів і тягнулася вздовж набережної д'Орсе на березі Сени, у межах огорожі Всесвітньої виставки, між двома рядами дерев, найбільш віддаленими від річки. Залізниця перетинала бульвар Тур-Мобур на рівні залізничного переїзду, проходила через тунель довжиною 106 метрів під авеню Рапп та авеню Боске, перетинала авеню де ла Бурдонне і потім йшла глибоким проходом повз Ейфелеву вежу, де робила перпендикулярний поворот ліворуч на авеню де Сюффрен і слідувала до кінцевої зупинки біля Галереї Машин.
Окрім двох кінцевих станцій, було ще три зупинки на набережній д'Орсе: перша на перехресті з вулицею Малар, друга — навпроти Харчового Палацу, а третя — на розі набережної д'Орсе та авеню де Сюффрен. Інфраструктуру та рухомий склад було надано компанією Decauville. Лінія була двоколійною, з відстанню два метри між зустрічними коліями.
Будівлі станцій на зупинках були видимі здалеку, щоб приваблювати пасажирів. Син одного з концесіонерів, молодий архітектор Луї Гайо, надав їм форми, що вирізнялися оригінальністю та функціональністю. Навіси, які накривали платформи, захищали пасажирів від погодних умов. На кінцевих станціях пасажири могли зустрічатися та відпочивати в буфетах.

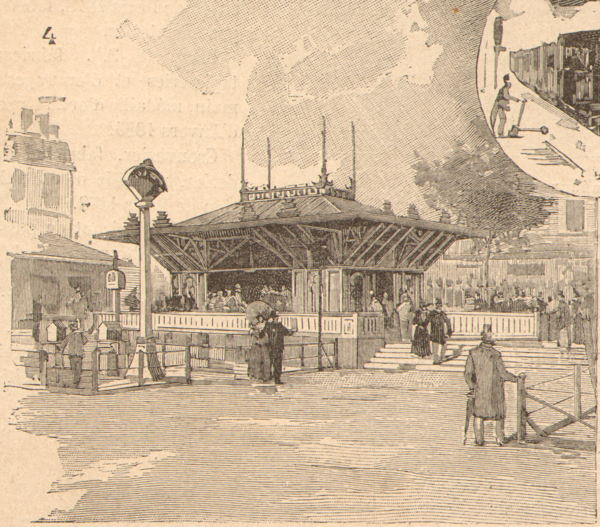
Station du Palais des Machines (Avenue de Suffren)

## Будівництво
Колію було спроєктовано сером Альфаном, генеральним директором робіт, який доручив Антуану Гайо та Полю Галлотті з компанії Gaillot et Cie збудувати колію під наглядом сера Ліона, інженера виставки. Роботи очолював заступник головного інженера Ж. Шартон, який відповідав за металеві конструкції та, зокрема, за будівництво залізниці на Марсовому полі.

## Експлуатація
Деякі технічні вимоги регулювали експлуатацію цієї залізничної лінії концесіонером. Потяги повинні були відправлятися кожні десять хвилин з 9 ранку до опівночі з кінцевих станцій, тобто шість потягів на годину або 54 потяги на день у кожному напрямку. Хоча маршрут був огороджений від публіки на більшій частині своєї довжини, було встановлено низьку максимальну швидкість у 10 кілометрів на годину (6,2 миль/год). Цю швидкість слід було знижувати до 4 кілометрів на годину (2,5 милі/год) на певних ділянках маршруту, особливо на рівних перетинах, де кожен потяг супроводжувався черговим по переїзду. Довжина потягів не повинна була перевищувати 50 метрів (160 футів), і всі потяги були обладнані швидкодіючим гальмом.
Ціна проїзду була встановлена на рівні 0,25 франка за людину та 0,50 франка за місце у салонному вагоні, незалежно від довжини маршруту. Пасажири могли купувати квитки заздалегідь у багатьох місцях. Достатньо було пред'явити квиток залізничному персоналу, щоб сісти в потяг. На виході квитки здавалися на турнікетах. Вважалося, що залізниця перевезла 6 342 446 відвідувачів лише за шість місяців роботи.
З метою безпеки на кожній зупинці був диск семафора з дистанційним управлінням, який міг пропускати потяг лише тоді, коли бар'єр був закритий. Всі потяги оголошувалися за допомогою системи електричних дзвінків, що вели від залізничних переїздів до найближчої станції. Крім того, на кожній станції працював телефонний зв'язок.

## Локомотиви
Використовувалися парові локомотиви різних типів. Один з найцікавіших був розроблений артилерійським капітаном Пеше. Цей локомотив типу Ферлі був спеціально спроєктований для військових потреб. Також використовувалися локомотиви Mallet за аналогічних умов. Вагонні конструкції, які застосовувалися для перевезення пасажирів, мали різний дизайн, подібний до вагонів Міністерства збройних сил.
Було використано близько 12 парових локомотивів і 100 вагонів різних типів. Їх називали такими іменами, як «Австралія», «Туркестан», «Массуах», «Кайруан», «Дамбартон» і «Ханой» за місцями, де використовувалися потяги Decauville. Два з них, «Массуах» і «Туркестан», два пасажирські вагони та кілька частин залізничної колії пізніше були продані залізниці Гельсінгборг–Раа–Рамлеса у Швеції. Інші були повторно використані на залізниці Chemins de fer du Calvados, трамвайній лінії Рояна, залізниці Chemins de fer du Calvados та залізниці Decauville у Дієго Суаресі на Мадагаскарі.